# Potamites juruazensis
Espèce
Synonymes
- Neusticurus juruazensis Ávila-Pires & Vitt, 1998

Potamites juruazensis est une espèce de sauriens de la famille des Gymnophthalmidae.

## Répartition
Cette espèce se rencontre en Acre au Brésil et au Pérou.

## Étymologie
Son nom d'espèce, composé de juruaz et du suffixe latin -ensis, « qui vit dans, qui habite », lui a été donné en référence au lieu de sa découverte : le rio Juruá.

## Publication originale
- Ávila-Pires & Vitt, 1998 : A new species of Neusticurus (Reptilia: Gymnophthalmidae) from the Rio Juruá, Acre, Brazil. Herpetologica, vol. 54, no 2, p. 235-245.